# Skulpturenschatz aus Schloss Rosenstein

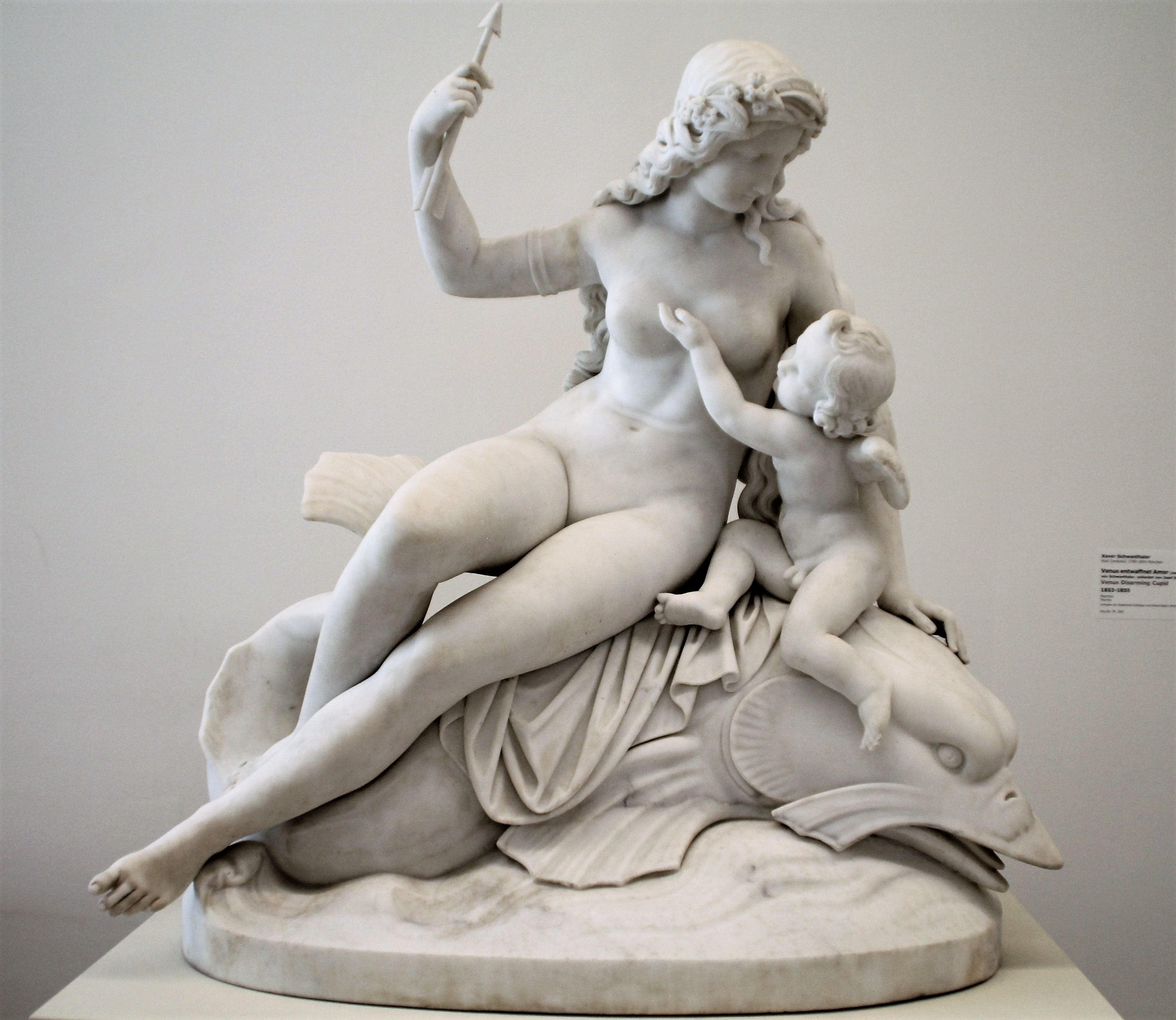
Venus entwaffnet Amor, 1853–1855, Xaver Schwanthaler

Der Skulpturenschatz aus Schloss Rosenstein in Stuttgart stammt aus der Privatsammlung von König Wilhelm I. von Württemberg und wurde Anfang der 2000er Jahre im Keller des Neuen Schlosses in Stuttgart entdeckt. Die vierzehn zwischen 48 cm und 145 cm großen Marmorskulpturen aus dem 19. Jahrhundert, darunter „Amor und Psyche“, die „Kniende Venus“, „Amor den Bogen brechend“, wurden von bekannten Künstlern geschaffen (Giuseppe Pisani, Wilhelm Matthiä, Hofer, Kapeller, Hansen, Emil Hopfgarten, Franz Xaver und Ludwig Schwanthaler).

## Geschichte
Die Marmorskulpturen hat Wilhelm I. einst für sein Landhaus Schloss Rosenstein in Stuttgart anfertigen lassen. Sie wurden zwischen 1839 und 1864 vorwiegend in Italien erworben, als Kopien bekannter Werke junger Bildhauer des 18. Jahrhunderts und auch als Originale. Ursprünglich kamen so nach verschiedenen Angaben 25 bis 48 Figuren zusammen.
Zu jener Zeit war das Sommerhaus des Königs Wilhelm nur für die private Nutzung der Familie vorgesehen, die Steinfiguren waren also der breiten Öffentlichkeit nicht bekannt. Sie standen über lange Zeit in den verschiedenen Sälen von Schloss Rosenstein.
Nach dem Tod König Wilhelms 1864 wurden einige Räume umgestaltet und später für die Öffentlichkeit geöffnet.
Nach dem Ende der Monarchie 1918 fiel das Schloss als Krongut an den württembergischen Staat, ein Teil der Marmorfiguren wurde bei Auktionen verkauft und gilt seitdem als verschollen. Zahlreiche Skulpturen blieben jedoch im Festsaal des Landhauses bis in die 1940er Jahre stehen.
Während des Zweiten Weltkrieges wurden die Marmorfiguren in den Rosensteintunnel gebracht, um sie vor dem Bombenhagel zu bewahren.
1952 wurden sie von dort in einen unversehrten Keller des Neuen Schlosses überstellt, gerieten danach schnell in Vergessenheit und wurden erst Anfang der 2000er Jahre wiederentdeckt.
2004 machte der Kunsthistoriker Timo John in einem Aufsatz des Jahrbuchs der Staatlichen Kunstsammlungen in Baden-Württemberg auf den Skulpturenschatz aufmerksam.

Aufgrund der Initiative des baden-württembergischen Abgeordneten Christoph Palmer wurden die Kunstwerke aus Schloss Rosenstein gereinigt, restauriert, im Säulensaal des Altbaus der Staatsgalerie Stuttgart aufgestellt und der Öffentlichkeit präsentiert.

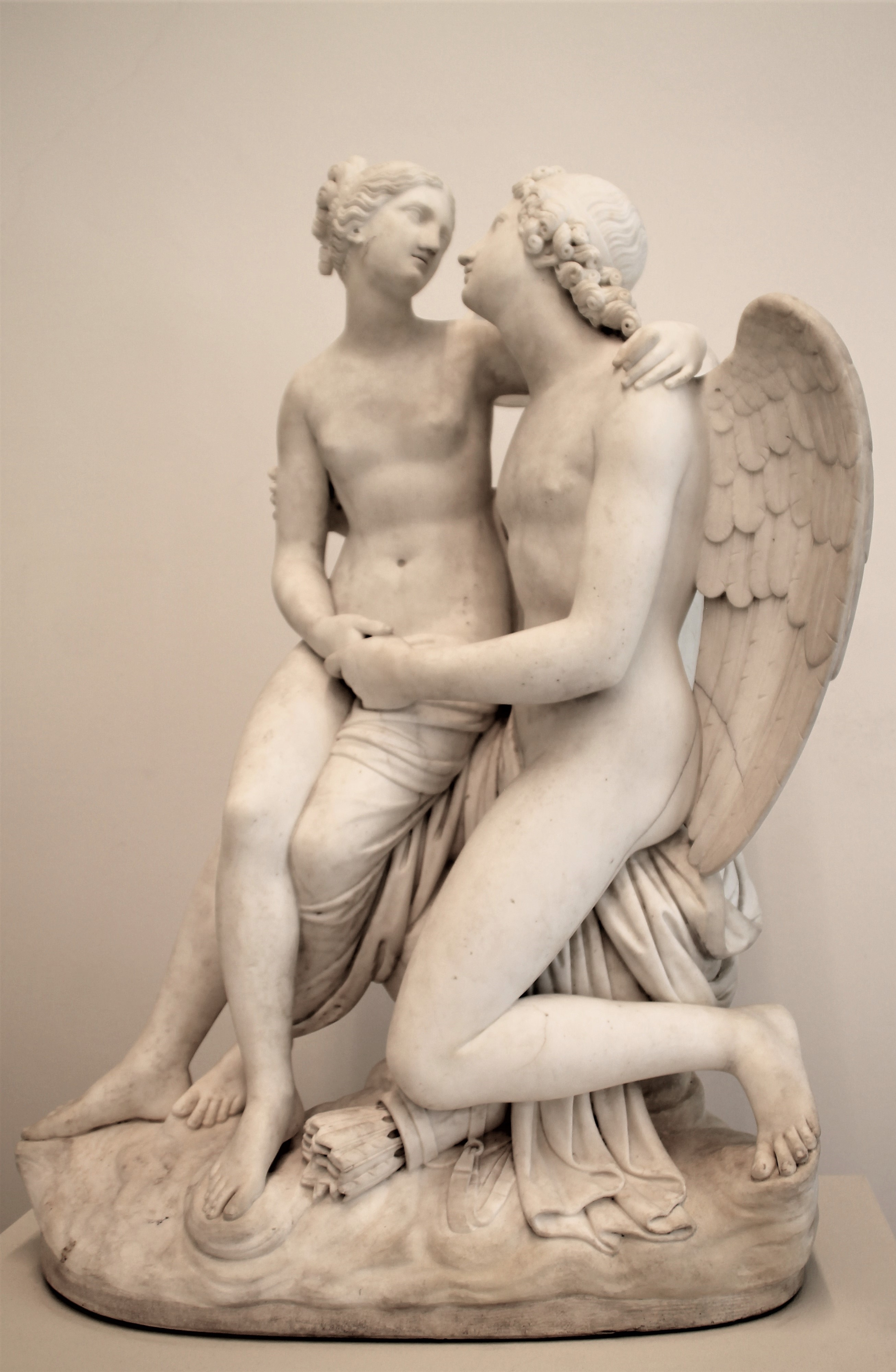
Amor und Psyche sitzend, um 1839, Giuseppe Pisani
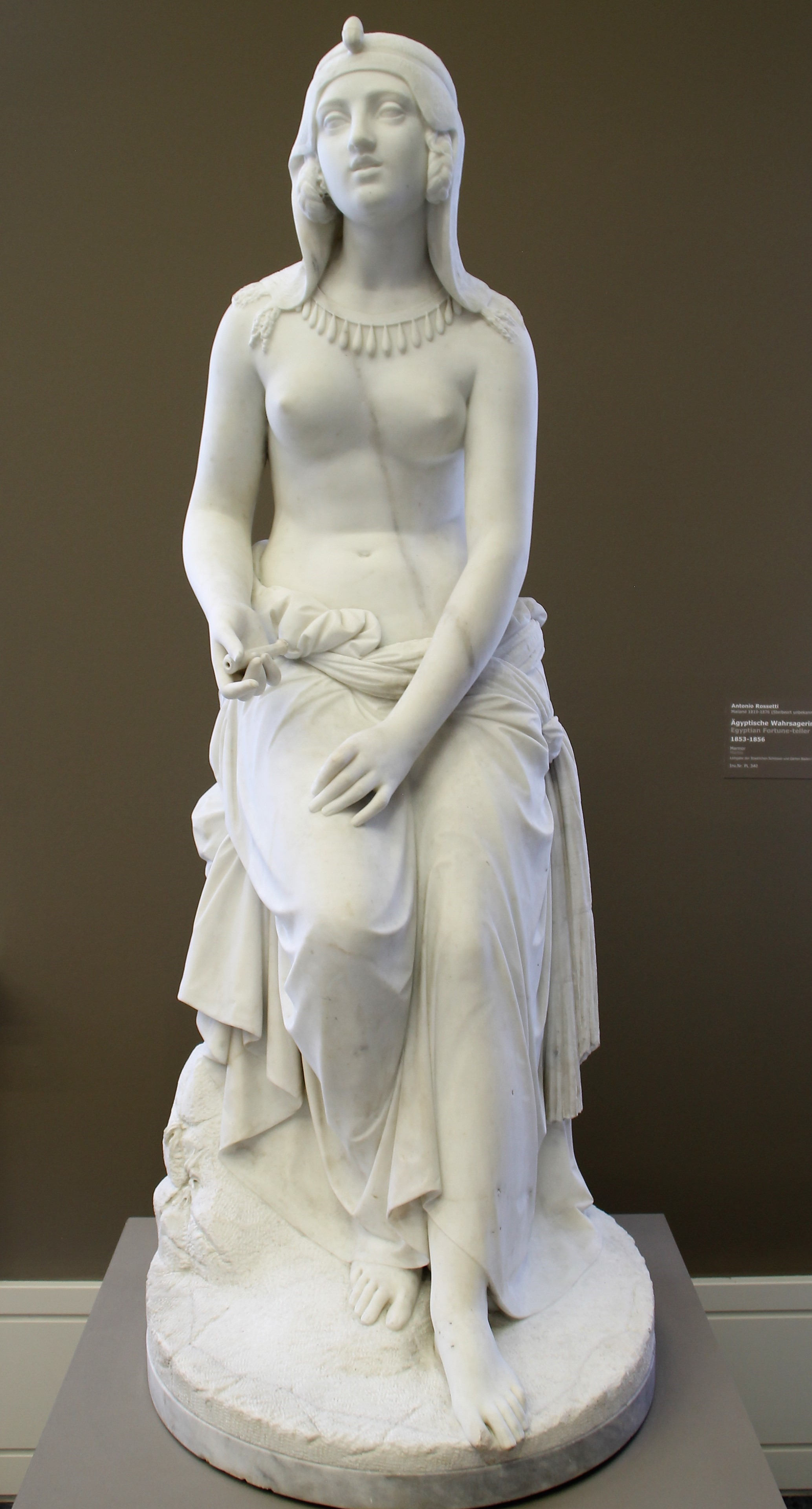
Ägyptische Wahrsagerin, 1853–1856, Antonio Rossetti
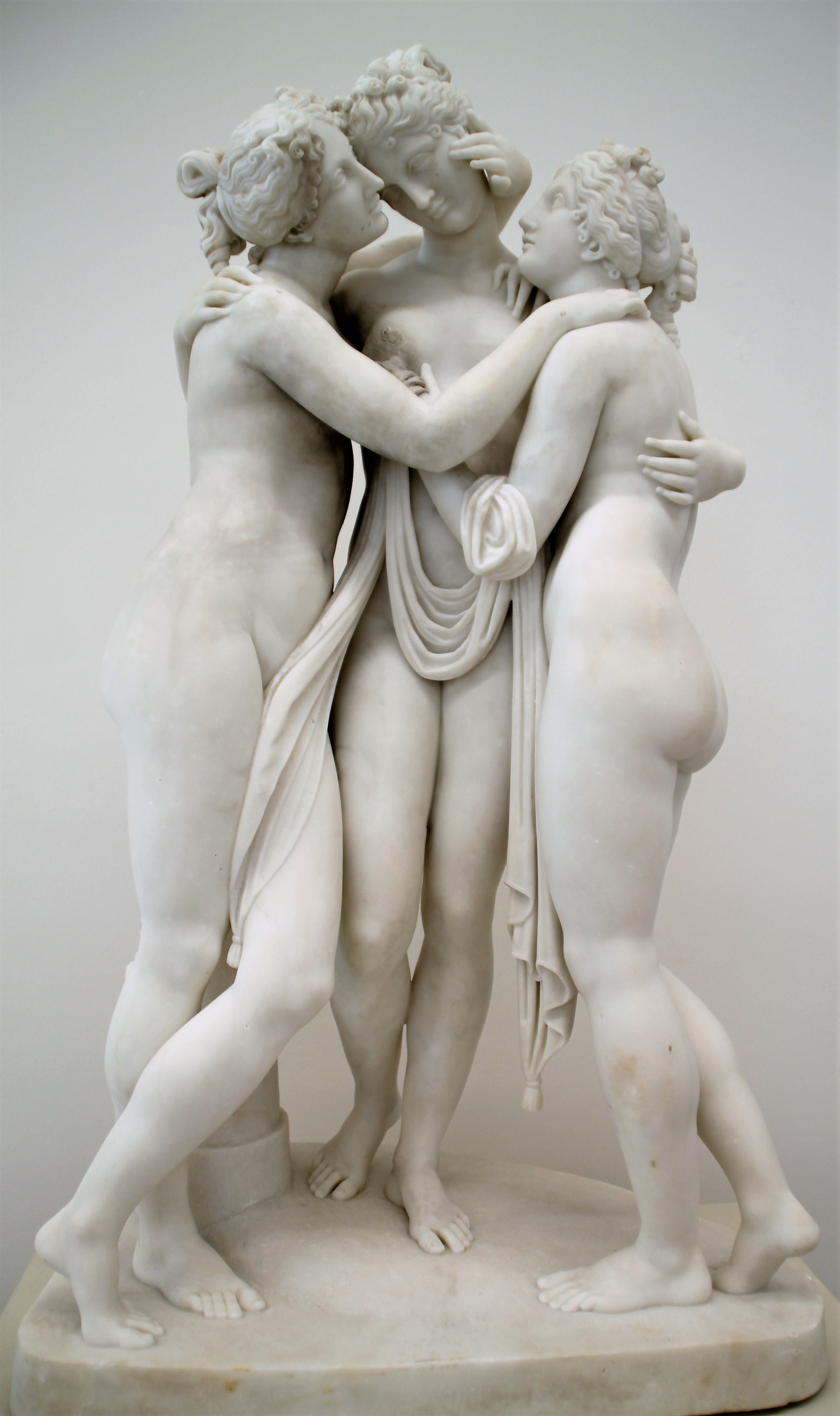
Drei Grazien, 1842–1843, Achille Stocchi
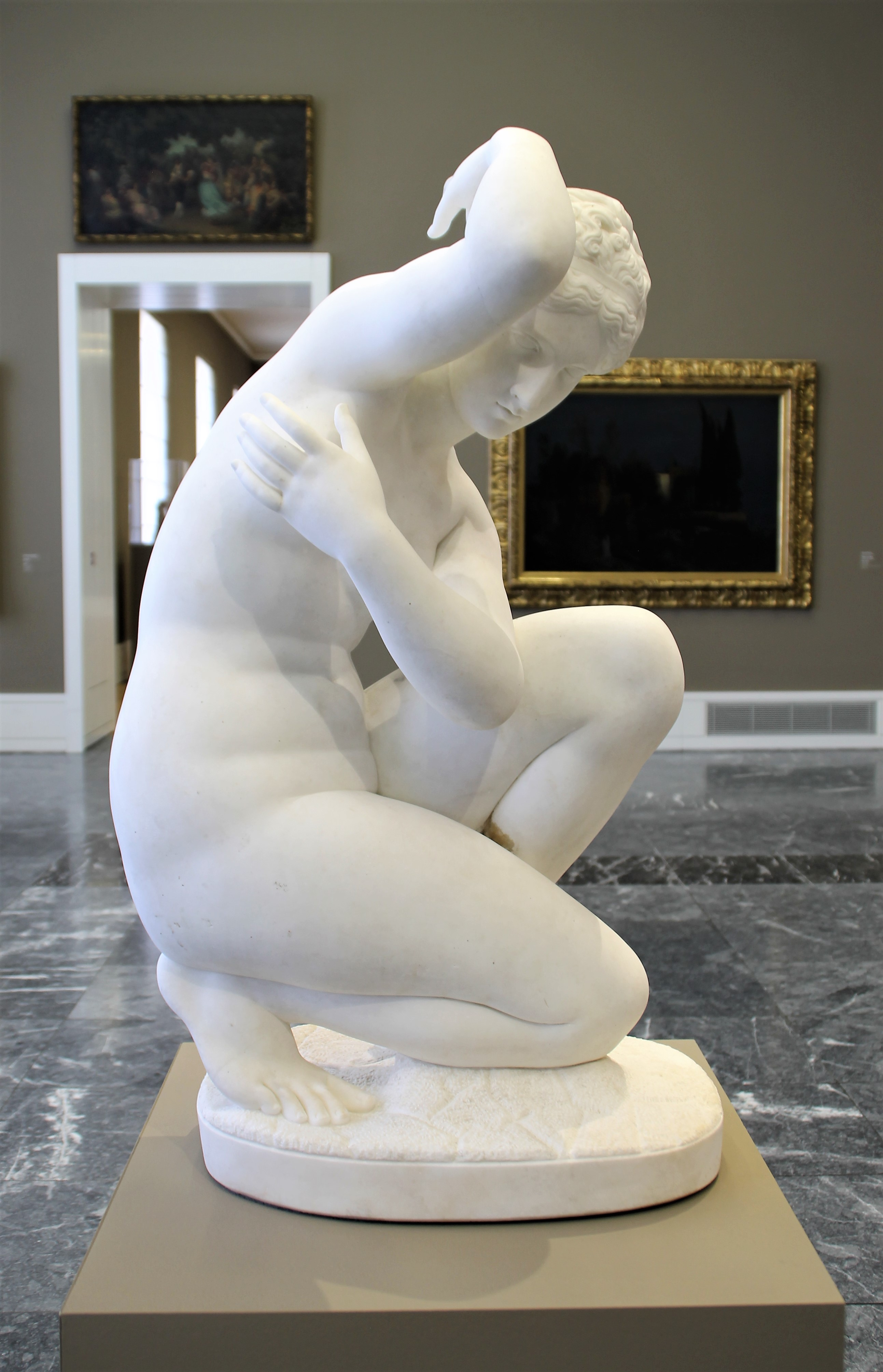
Kniende Venus, um 1853–1857, Wilhelm Matthiä
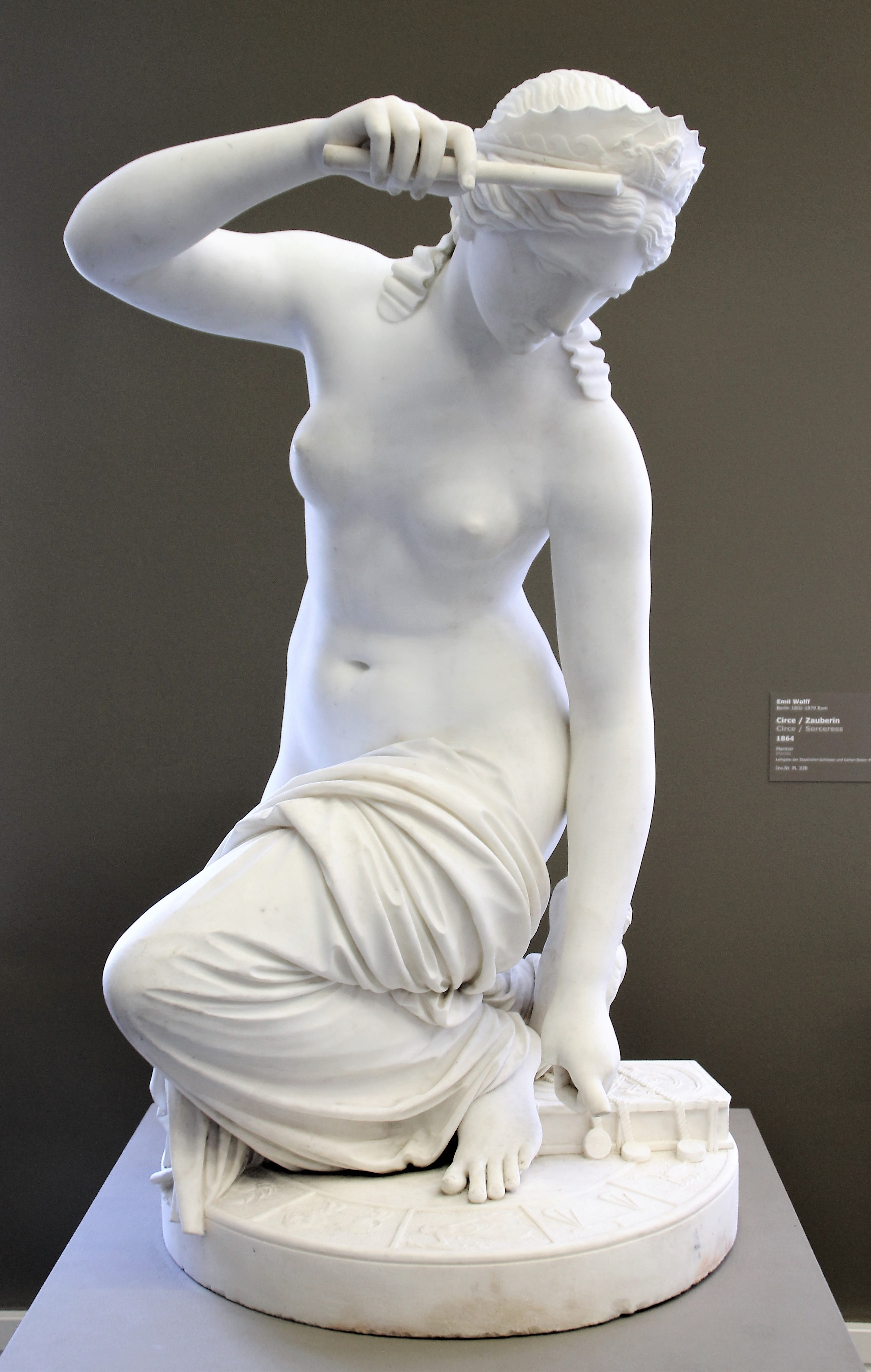
Zauberin, 1864, Emil Wolff
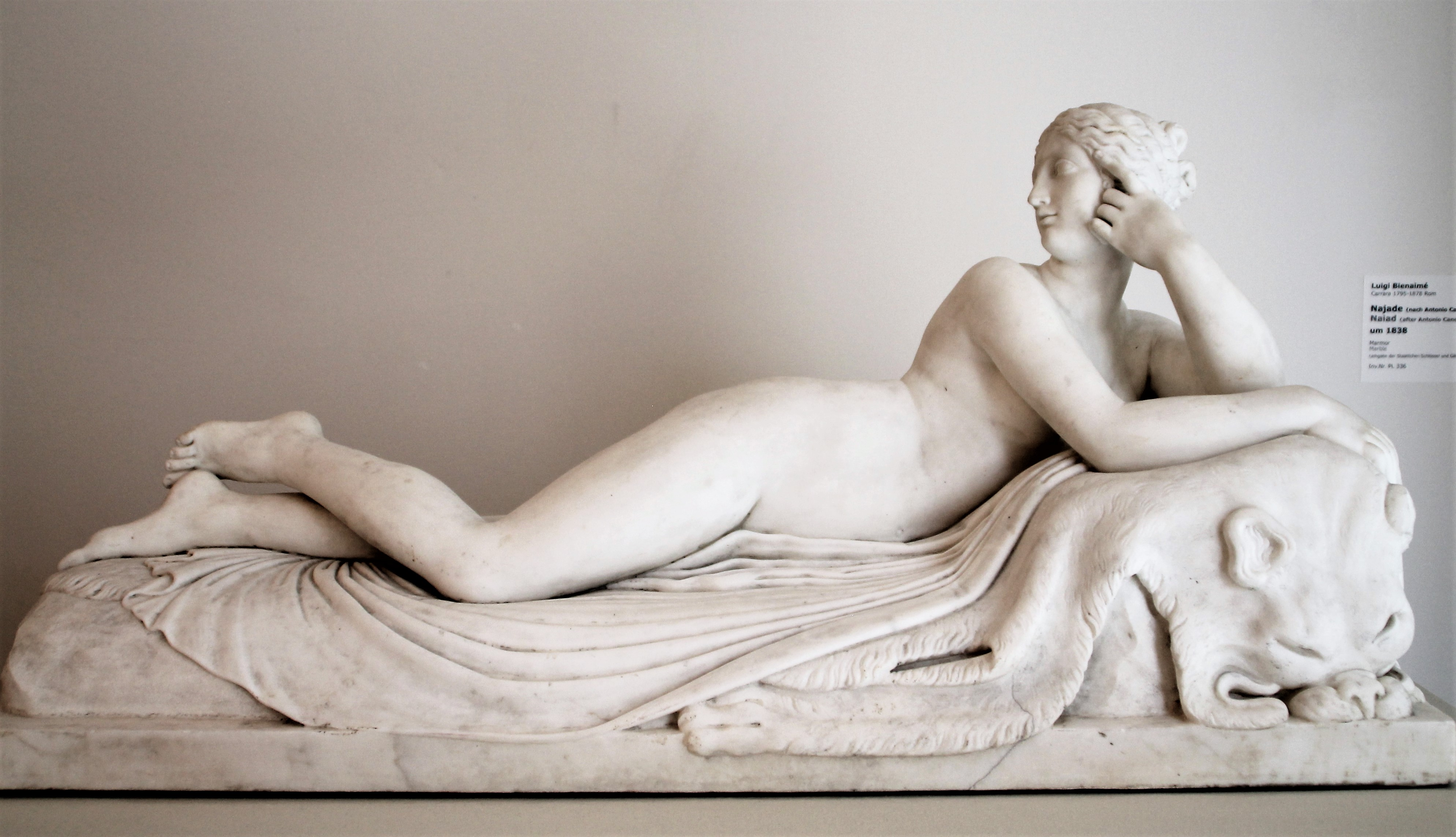
Najade, um 1838, Luigi Bienaimé
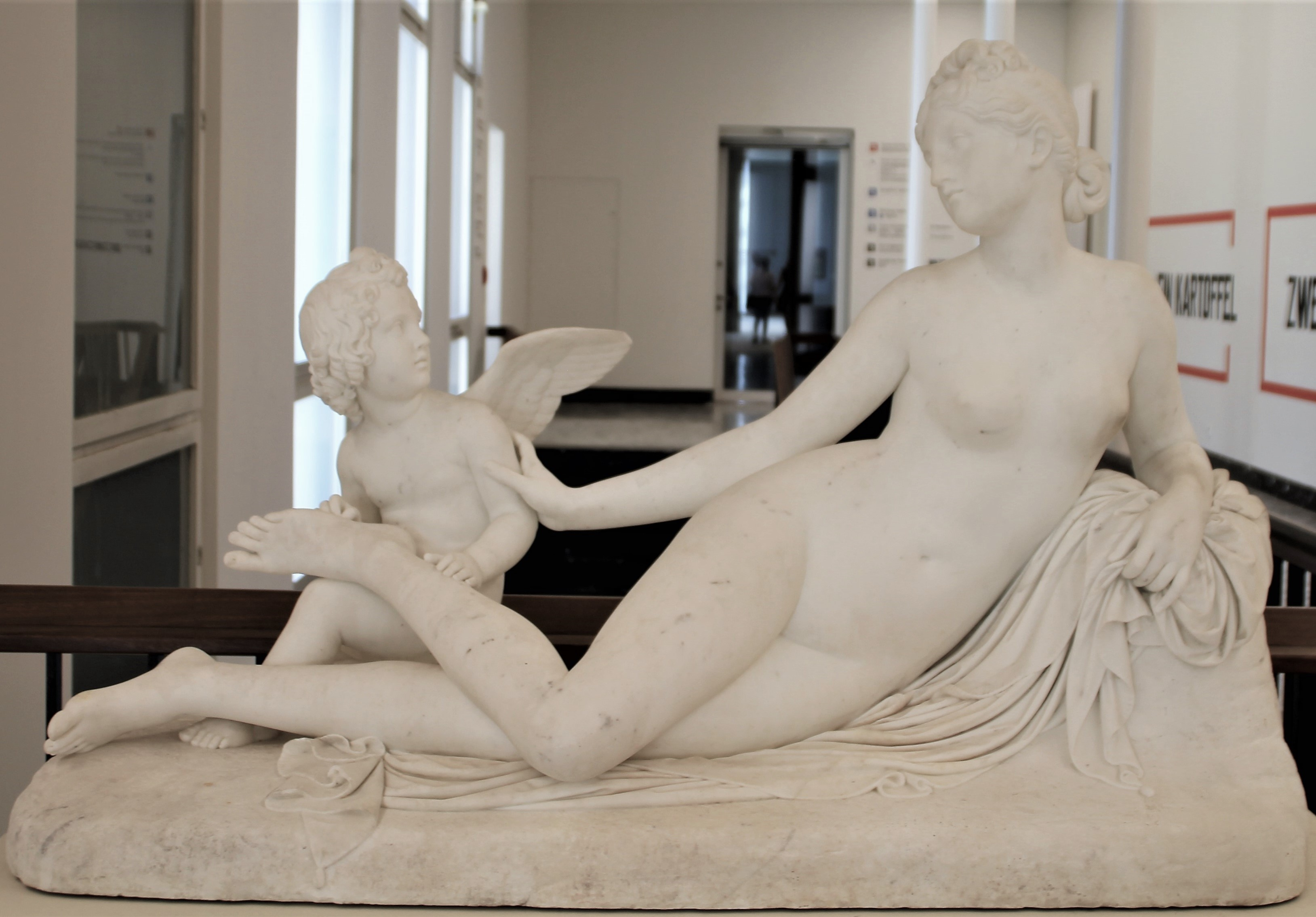
Amor der Venus einen Dorn ziehend, 1839–1841, Pietro Tenerani